# 3e régiment d'infanterie de marine
Le 3e régiment d'infanterie de marine (couramment abrégé 3e RIMa) est une unité de l'armée de terre des forces françaises. C'est l'un des régiments les plus anciens des troupes de marine. Ce régiment fait partie des « Quatre Grands » également appelés « Quatre Vieux » de l'infanterie de marine qui tenaient autrefois garnison dans chacun des quatre ports militaires français, prêts à embarquer : le « Grand Un » à Cherbourg, le « Grand Deux » à Brest, le « Grand Trois » à Rochefort et le « Grand Quatre » à Toulon. Le « Grand Trois » a participé activement aux expéditions lointaines du XIXe siècle en Afrique, en Amérique, en Océanie et en Orient. Surnommé aussi « 3e de marine », il a fait partie de la « Division Bleue » qui s'illustra à la bataille de Bazeilles les 31 août et 1er septembre 1870. Le sous-lieutenant Joseph Gallieni fut blessé dans ses rangs lors de ces combats.

## Création et différentes dénominations
- 1854 : Le 3e régiment d'infanterie marine est stationné à Rochefort
- 1869 : Le 3e régiment d'infanterie marine est réparti entre Rochefort, la Cochinchine, La Réunion, la Nouvelle-Calédonie et Tahiti
- 1870 : Le 3e régiment de marche d'infanterie marine
- 1890 : Le 3e régiment d'infanterie marine est dédoublé et il donne naissance au 7e régiment d'infanterie de marine
- 1900 : Le 3e régiment d'infanterie de marine prend l'appellation de 3e régiment d'infanterie coloniale, il ne dispose plus de compagnies ou bataillons dans les colonies
- 1914 : Le 3e régiment d'infanterie coloniale est toujours caserné à Rochefort. Il appartient à la 3e brigade coloniale ; 3e division d'infanterie coloniale
- 1946 : 3e bataillon d'infanterie coloniale
- 1958 : Centre d'instruction du 3e RIC
- 1958 : Centre d'instruction du 3e RIMa
- 1963 : 3e régiment d'infanterie de marine

## Historique des garnisons, combats et batailles du3eRIMa
Par manque de renseignements historiques très précis, il est difficile d'établir un tableau exhaustif des pertes au combat du 3e de marine depuis sa création.
- lors de la campagne de Cochinchine en 1859-61, les pertes estimées pour les douze compagnies engagées à Ki-Hoa (Tonkin) s'élèvent à 587 morts ;
- au cours de la guerre de 1870-71, les pertes estimées sont de 964 morts ;
- pendant la grande guerre, le régiment perd 4 617 hommes ;
- durant le deuxième conflit mondial, en 1940, 405 morts sont recensés en un mois.

### XIXesiècle

#### Guerres de la Révolution et de l'Empire
- 1813 : Campagne d'Allemagne
  - 16-19 octobre : Bataille de Leipzig
- 1814 :  Campagne de France
  - 14 février 1814 : Bataille de Vauchamps

#### 1815 à 1848

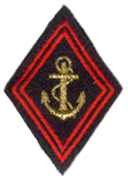
Insigne de bras gauche avec l'ancre or et double losange rouge, modèle officiers et sous-officiers, de l'infanterie de marine.

Les origines des régiments d'infanterie de marine sont celles de l'ancienne « infanterie coloniale », qui trouve elle-même sa source dans l'infanterie de marine du XIXe siècle, et dans les « compagnies de la mer » créées par Richelieu en 1622. Après leur dissolution à la chute de l'Empire en 1815, réapparaissent sous la Restauration, respectivement en 1818 et 1822, l’artillerie de marine et l’infanterie de marine (surnommées respectivement les « bigors » et les « marsouins»). Alors que sous l'Empire les troupes de marine avaient été employées comme unités de ligne, la Restauration les affecta à la Marine. Puis une ordonnance de Louis-Philippe reconstitua en 1831 deux régiments d'infanterie de marine, les dissociant à nouveau des marins, sous la forme du 45e et du 51e régiment d'infanterie de ligne, ainsi que du 16e régiment d'infanterie légère, qui tenaient à cette époque garnison aux colonies. Une nouvelle ordonnance portant la date du 20 novembre 1838 créa un troisième régiment de l'arme. Chaque régiment dut compter trente compagnies actives, dont quatre de grenadiers, quatre de voltigeurs et vingt-deux du centre, un état-major et une compagnie hors rang. Le 1er régiment reçut comme garnisons Brest, Cherbourg et la Guadeloupe ; le 2e Brest, Rochefort et la Martinique ; le 3e Toulon, Cayenne, le Sénégal et l'île Bourbon (île de la Réunion actuelle).
Ainsi l'origine du 3e RIMa remonte à 1831. Avec l'actuel 2e RIMa, il est le plus ancien des "Quatre Vieux". Rochefort est sa garnison de 1838 à 1946 :
- Il participe à la campagne du Sénégal de 1833 à 1835.
- Il fait partie de l'expédition de la Plata en 1840 (débarquement à l'île de Martin-Garcia).
- Il est aux opérations d'Océanie de 1843 à 1846 (aux îles Marquises).
- Il est employé durant la Guerre franco-marocaine en 1844 (bombardement de Tanger, prise de Mogador).
- Il est engagé dans la deuxième expédition de la Plata en 1850 (prise de Montevideo).

### Second Empire
Napoléon III réorganisa, par un décret de 1854, l'infanterie de marine en créant quatre régiments ayant pour ports d'attache : le 1er à Cherbourg, le 2e à Brest, le 3e à Rochefort et le 4e à Toulon.
- Guerre de Crimée et lors de l'expédition de la Baltique (1854)
- Campagne de Chine (1855-1860)
- Campagne du Sénégal (1863)
- Campagnes d'Annam, de Cochinchine et du Cambodge (1858-1868)
- 1869 : il est réparti entre Rochefort, la Cochinchine, La Réunion, la Nouvelle-Calédonie et Tahiti.
- Pour la première fois, le 3e de marine combat sur le sol de la patrie. Les 31 août et le 1er septembre 1870, engagé au sein de la Division Bleue, le 3e RIMa se sacrifie à Bazeilles dans un combat contre les Prussiens, jusqu'à la « dernière cartouche ».

Au 17 août 1870, le 3e régiment de marche d'infanterie de marine fait partie de l'armée de Châlons.
Avec le 2e régiment de marche d'infanterie de marine du colonel Alleyron, le 3e sous les ordres du colonel Lecamus forme la 2e brigade aux ordres du général Charles Martin des Pallières. Cette 2e brigade avec la 1re brigade du général Reboul, trois batteries de 4, deux batteries de 4 et une de mitrailleuses du régiment d'artillerie de marine, une compagnie du génie constituent la 3e division d'infanterie commandée par le général de division De Vassoigne. Cette division d'infanterie est intégrée au 12e corps d'armée ayant pour commandant en chef le général de division Lebrun.
- 23 au 26 août 1870 - marche vers l'est.
- 31 août 1870 -  bataille de Bazeilles.

### 1870 à 1914
- Nouvelle-Calédonie (1878).
- Indochine (1882-1885).
- Afrique noire (1882-1894).
- Formose (1884).
- Nouvelles-Hébrides (1886)
- Diégo-Suarez. (1898)
- Crète (1898).
- Selon la loi du 7 juillet 1900 et des dispositions antérieures non abrogées, un décret du 28 décembre 1900 contresigné par les ministres de la Guerre et des Colonies organise l'infanterie coloniale.
- Chine (1900).
- Les régiments coloniaux de France sont stationnés dans les garnisons les 3e et 7e RIC à Rochefort. Le 11 juin 1901 deux brigades, la 1re comprenant les 1er et 3e régiments d'infanterie coloniale se trouvent entièrement à Cherbourg.
- Maroc (1911-1913).

### La Première Guerre mondiale

#### Rattachement

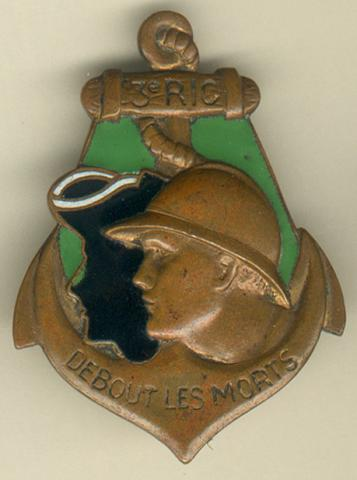
Insigne régimentaire de poitrine du 3e régiment d'infanterie coloniale durant la 1re guerre mondiale

- D'août 1914 à février 1916 : 3e division d'infanterie coloniale
- De février 1916 à novembre 1918 : 17e division d'infanterie coloniale
- Il s'est également illustré pendant la grande guerre, à la bataille de Rossignol, dans la Marne, et à Beauséjour avant d'être engagé sur le front d'Orient jusqu'en juin 1919.

#### 1914
- Opérations des IIIe et IVe armées.
- Bataille des Frontières.
- 22 août : bataille de Rossignol.
- 24 août : Saint-Vincent.
- 26 au 29 août : combats dans le secteur Luzy-Saint-Martin - Cesse avec le 21e RAC.
- 6-7 septembre : Bataille de la Marne (1914) : Écriennes, Vauclerc.

#### 1915
- 16-23 février : Champagne: fortin de Beauséjour
- 15 mai : Ville-sur-Tourbe
- 25 septembre : bataille de Champagne: Main de Massiges, Côte 191, Bois de l'Oreille

#### 1916
- 23 février vers 15 heures : plus de la moitié du régiment (cinq compagnies) périt en mer, après le torpillage du Provence 2, à destination de Salonique[3].

#### 1917
Armée d'Orient
- Avril-mai : attaques de la boucle de la Cerna.

#### 1918
- Serbie : Le Sokol, Dobropolje, Kravitza. Action qui vise à couper en deux l'armée bulgare dans la vallée de Dobropolje puis à exploiter cette percée (Manœuvre d'Uskub) vers Prilep et la vallée de la Strumitza. Attaque massive du 3e RIC qui a surpris l'ennemi dans tous les points forts du terrain. Citation à l'ordre de l'armée.

Durant ces cinq années de guerre, le 3e a perdu 4 750 hommes.
- 15-18 septembre : Vetrenik.
- 23-24 septembre : Gradsko.
- La Grande guerre coûte au régiment 4617 morts au champ d'honneur.

### L'entre-deux-guerres
- En 1925, le 3e RIC est engagé au Maroc, dans la lutte contre Abd El Krim.
- 1919-1939 : garnison à Rochefort.

### La Seconde Guerre mondiale

#### Drôle de guerre
Le 3e régiment d'infanterie coloniale est l'un des trois régiments d'infanterie de la 1re division d'infanterie coloniale. Cette division est placée en réserve de la 2e armée qui doit en premier lieu protéger la ligne Maginot d'une manœuvre tournante.

#### Bataille de France
- Combats dans la région de Bouzanville et Beaumont-en-Argonne. Au sein du 21e corps, mouvement au nord de la meuse pour intercepter l'ennemi. C'est ainsi qu'en 1870 et 1914, le 3e se trouve pour la troisième fois dans la même région et contre le même ennemi pour de durs combats. À l'issue, il protège la retraite de la 1re DIC sur la Saulx. Durant ces combats, le 3e perdit 500 hommes. Le 3e RIC est cité à l'ordre de l'Armée.
- 1940 : selon les conditions de l'armistice le 3e RIC est dissous.
- 1944 : bataillons formés à partir de maquis du sud-ouest qui donneront naissance au 3e RIC. Actions contre l'armée allemande en Dordogne. Occupation de Bergerac et entrée dans Bordeaux refoulant 2 000 soldats allemands. Ses unités participent aux opérations d'Afrique du Nord.

### De 1945 à nos jours
- En 1955-1957 : il participe, sous forme de bataillons de marche, aux opérations de Tunisie, du Maroc et d'Algérie.
- Absorbés par d'autres régiments coloniaux, ces bataillons ne portent plus en 1957 l'insigne du 3. Le 31 décembre 1957, le 3e RIC est transformé en centre d'instruction du 3e RIC qui devient celui du 3e RIMa, le 1er décembre 1958.
- 1er mars 1963 : il est reconstitué à Vannes par fusion avec le Régiment d'infanterie chars de marine et avec le 9e régiment d'infanterie de marine.
- Transformé selon le format "motorisé" depuis janvier 1969, a été le premier régiment entièrement professionnalisé. Avec le DEVOM (Détachement d'Engagés Volontaires pour l'Outre-Mer) destiné à prendre, pendant quinze mois, la relève du 2e R.E.P au Tchad. Le 3e régiment d'infanterie de marine a, depuis cette date participé à toutes les actions extérieures.
- Il est le premier régiment français entièrement professionnel en 1973.
- 1978-1980 : Opération Tacaud au Tchad. Au cours de cette opération, le 3e RIMa perd quatre tués et douze blessés. Le régiment reçoit alors une citation à l'ordre de l'Armée[4].
- 1991 : participation à la guerre du Golfe, dans la division Daguet. Le régiment reçoit une nouvelle citation à l'ordre de l'Armée.
- 1995 : le 3e RIMa s'illustre dans la reprise du poste Sierra Victor situé aux abords du pont de Verbanja à Sarajevo en Bosnie-Herzégovine[5],[6]. Cette action, menée par le capitaine Lecointre, commandant la 1re compagnie (les "Forbans") et par le lieutenant Heluin, à la tête de la première section, sort les casques bleus français de la FORPRONU de leur position passive. Pour la première fois, ceux-ci ripostent à une action hostile à leur encontre. Deux hommes sont tués au cours de cette opération, et 17 autres blessés.
- 1995-1996: participation aux derniers essais nucléaires à Mururoa.
- 2002 : le régiment est déployé au Kosovo (Mitrovica) dans la TF-MN North d'octobre 2002 à janvier 2003 et forme d'abord le BIMOTO 9, avant de constituer le BatFra 1 avec la réorganisation des forces et la disparition du BiMéca.
- 2003 : au déclenchement de l'alerte Guépard, le régiment est projeté à Bunia en République démocratique du Congo (province de l'Iturie) de juin à septembre 2003 dans le cadre de (l'opération Artémis/Mamba) sous l'égide de l'Union Européenne. Il constitue le GTIA avec la CCL (compagnie de commandement et de logistique), la 2e compagnie du capitaine Baudouin et la 3e compagnie du capitaine Laîné, les fameux "chats maigres". Il est renforcé d'une batterie de M120 du 11e RAMa, d'un escadron du 1er régiment hussard parachutiste et d'une compagnie de combat de génie du 6e régiment de génie. Un GFS du COS est également présent à Bunia.
- 2005 - 2013 : Durant la mission BOALI 9 en 2005 en République centrafricaine, le 3e RIMa participe au processus de retour à la paix et à la normalisation des rapports sociaux, après que le général Bozize se soit emparé du pouvoir par un coup d'Etat. En 2008, l’opération BOALI-EUFOR marquait l’engagement de la France en soutien à la mission EUFOR Tchad/RCA, avec la participation du 3e RIMa chargé d’appuyer la sécurisation des réfugiés et des populations déplacées à la frontière entre le Tchad et la Centrafrique. En 2013, l’opération BOALI soutenait le déploiement de la MISCA en Centrafrique, avec le 3e RIMa engagé dans des missions de sécurisation à Bangui et d’appui aux forces africaines pour stabiliser la situation face aux violences intercommunautaires. En 2014-2015, l’opération Sangaris visait à rétablir la sécurité en Centrafrique face aux violences intercommunautaires, avec le 3e RIMa engagé dans des missions de contrôle de zone, de désarmement et de protection des populations, notamment à Bangui et dans l’ouest du pays.
- 2009 : le 3e RIMa arme le GTIA Kapissa depuis le 15 juin 2009, pour six mois. Au 5 septembre 2009, le GTIA a mené quatre opérations majeures ("Mille sabords", "Tonnerre de Brest", "Bourgerie" et "Sand storm"). Ses pertes sont de cinq tués et de neuf blessés[7].
- 2012 : le régiment aux ordres du colonel Steiger est à nouveau engagé au Tchad à Ndjamena
- Le 3e de marine a également effectué des opérations extérieures au Soudan, au Rwanda, en République centrafricaine, en Albanie et au Mali (2017).
- 2023 : le régiment est déployé au Tchad. Deux évènements majeurs marqueront le mandat : l'opération CARAVANE et la crise au Niger.

## Chefs de corps

### 3eRIMa (1838-1900)
- 1839-1841 : colonel Melchior-Marie Fournier
- 1841-1843 : colonel Jean-Baptiste-Joseph Mallié
- 1844-1847 : colonel Marie-Bon-Ézéchiel Barolet de Puligny
- 1848-1852 : colonel Jacques Brunot
- 1853-1854 : colonel Léandre-Adolphe-Joseph Bertin-Duchateau
- 1854-1856 : colonel Jacques-Amédée-Philippe Fiéron
- 1856-1860 : colonel Élie de Vassoigne
- 1860-1862 : colonel Jean-Antoine-Thomas Reybaud
- 1862-1863 : colonel François Reboul
- 1863-1864 : colonel Charles Martin des Pallières
- 1864-1869 : colonel Jean-Baptiste Charvet
- 1869-1870 : colonel Édouard Auguste Le Camus
- 1870-1876 : colonel Henri-Gaëtan-Ernest Bossant
- 1876-1879 : colonel Alexandre-Frédéric Outré
- 1879-1881 : colonel Jean-Pierre-Hubert Coquet
- 1881-1883 : colonel Jean-Victor-Régis-Albert Bourchet
- 1883-1885 : colonel Emmanuel-François Dujardin
- 1889-1891 : colonel Oscar Marcelin Romouil
- 1896 : colonel Gaston-Joseph-Auguste Vinckel-Mayer (*)

### 3eRIC
- 1911 : colonel Mordrelle (**)
- janvier 1912 - mars 1913 : colonel Rondony (*)
- 1914 : colonel Lamolle
- 5 septembre 1914 : lieutenant-colonel Condamy[8]
- 1er novembre 1914 - 6 décembre 1914 : colonel Claudel (**)
- 1952 : Maurice Sarazac (***)

### 3eRIMa
- 1965-1967 : colonel Le Coniac de La Longrays
- 1967-1969 : colonel Fournier
- 1969-1971 : colonel Barthelemy
- 1971-1973 : colonel Emile Mistral
- 1973-1975 : colonel Guillermet
- 1975-1977 : colonel Jean Joubert
- 1977-1979 : colonel Jean-Claude Hamel
- 1979-1981 : colonel Rousseau-Dumarcet (****)
- 1981-1983 : colonel Fages
- 1983-1985 : colonel Joseph Canal (**)
- 1985-1987 : colonel Mourgeon
- 1987-1989 : colonel Coste
- 1989-1991 : colonel Thorette (*****), CEMAT du 1er septembre 2002 au 15 juillet 2006
- 1991-1993 : colonel Bruno Thévenon(**)
- 1993-1995 : colonel Jean-Paul Montfort(***)
- 1995-1997 : colonel Étienne Leclère(**)
- 1997-1999 : colonel Peer de Jong
- 1999-2001 : colonel Bernard Commins(***)
- 2001-2003 : colonel Guy Rochet(**)
- 2003-2005 : colonel de Woillemont (****)
- 2005-2007 : colonel François Lecointre (*****), CEMA de 2017 à 2021
- 2007-2009 : colonel Francis Chanson(**)
- 2009-2011 : colonel Pierre Schill (*****) CEMAT depuis le 22 juillet 2021
- 2011-2013 : colonel Steiger(***)
- 2013-2015 : colonel Hervé Pierre(**)
- 2015-2017 : colonel Jean-Marc Giraud(**)
- 2017-2019 : colonel Ludovic Danigo
- 2019-2021 : colonel Éric Talleu
- 2021-2023 :  colonel François-Emmanuel Faivre
- 2023-2025 : colonel Emmanuel Nielly,
- 2025- : colonel Grégory Zeiger.

(**) Ces officiers sont devenus par la suite généraux de brigade.
(***) Ces officiers sont devenus par la suite généraux de division.
(****) Ces officiers sont devenus par la suite généraux de corps d'armée
(*****) Ces officiers sont devenus par la suite généraux d'armée.

## Traditions

### Drapeau
Son drapeau porte les inscriptions suivantes qui rappellent les campagnes dans lesquelles il a été engagé, ainsi que l’inscription : « Koweit 1990-1991 ».
Il porte les inscriptions :
- 1844 : Prise de Mogador (Maroc)
- 1854 : Bataille de l'Alma (Guerre de Crimée)

Drapeau du 3e régiment d'infanterie de marine.

- 1860 : Prise du fort de Palikao (Campagne de Chine)
- 1861 : Prise des forts de Ki Hoa (Campagne d’Annam, de Cochinchine et du Cambodge)
- 1870 : Défense de Bazeilles les 31 août et 1er septembre. Il compte dans ses rangs Joseph Gallieni, futur maréchal de France (Guerre de 1870)
- 1883 : Prise de Sontay (Expédition du Tonkin)
- 1914 : Premnière bataille de la Marne - Contre-attaque des 6 et 7 septembre, combats d'Écriennes et de Vauclerc
- 1915 : Bataille de Champagne : 15 mai, combats de Ville-sur-Tourbe ; 25 septembre, attaque de la Main-Demassiges, côte 191, Bois de L'oreille
- 1918 : Prise de Dobropolje (Attaques de la boucle de la Cerna avril - mai 1918)
- 1990-1991 : Koweit (Première guerre du Golfe)

### Décorations

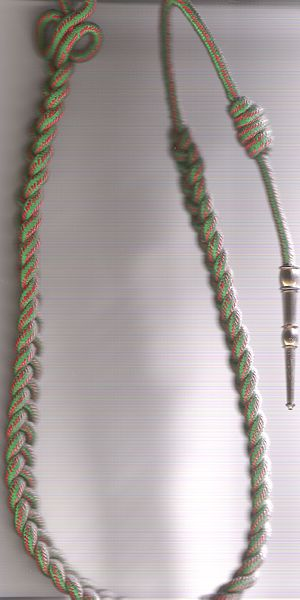
Fourragère aux couleurs du ruban de la croix de guerre 1914-1918.

Sa cravate est décorée de : 
- la croix de guerre 1914-1918 avec une palme et une étoile ;

- de la croix de guerre 1939-1945 avec une palme ;

- de la croix de guerre des théâtres d'opérations extérieures avec une palme (Golfe 1991) ;

- de la croix de la Valeur militaire avec deux palmes et une étoile de vermeil (Tchad 1978, Afghanistan 2012, RCA 2015) et une étoile d'argent (Sahel 2013-2022)

Bien que ne figurant pas parmi les médailles cousues sur la cravate, le 3e RIMa est titulaire de la médaille commémorative de Serbie.
Le 3e RIMa s'est vu remettre à titre exceptionnel le 16 octobre 2014, la fourragère aux couleurs du ruban de la croix de guerre 1914-1918 pour sa participation à la Première guerre mondiale (alors qu'il ne remplit pas les conditions établies en 1915).

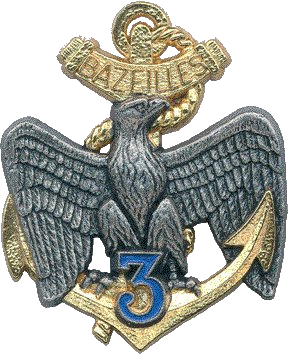
insigne régimentaire du 3e RIMa

### Insigne du3erégimentd'infanterie marine
Une ancre de marine avec l'inscription Bazeilles, un aigle dessus, devant lui le chiffre 3 (insigne homologué G.2479). En 1975, lors d'une inspection régimentaire, le colonel Jean Joubert chef de corps du 3e régiment d'infanterie de marine remarque une ébauche représentant l'insigne actuel réalisée par le sergent-chef Marc De Muynck de la 3e section de la 3e compagnie, il décide alors la création du nouvel insigne du 3e RIMa.

### Devise du3erégimentd'infanterie marine
"Debout les Morts", attribuée par une tradition orale à une expression de l'adjudant Jacques Péricard, héros de la Première Guerre mondiale, que ladite tradition fait membre du 3e RIC (en fait, Péricard est du 95e régiment d'infanterie, dont la devise est également Debout les Morts à partir de 1919).

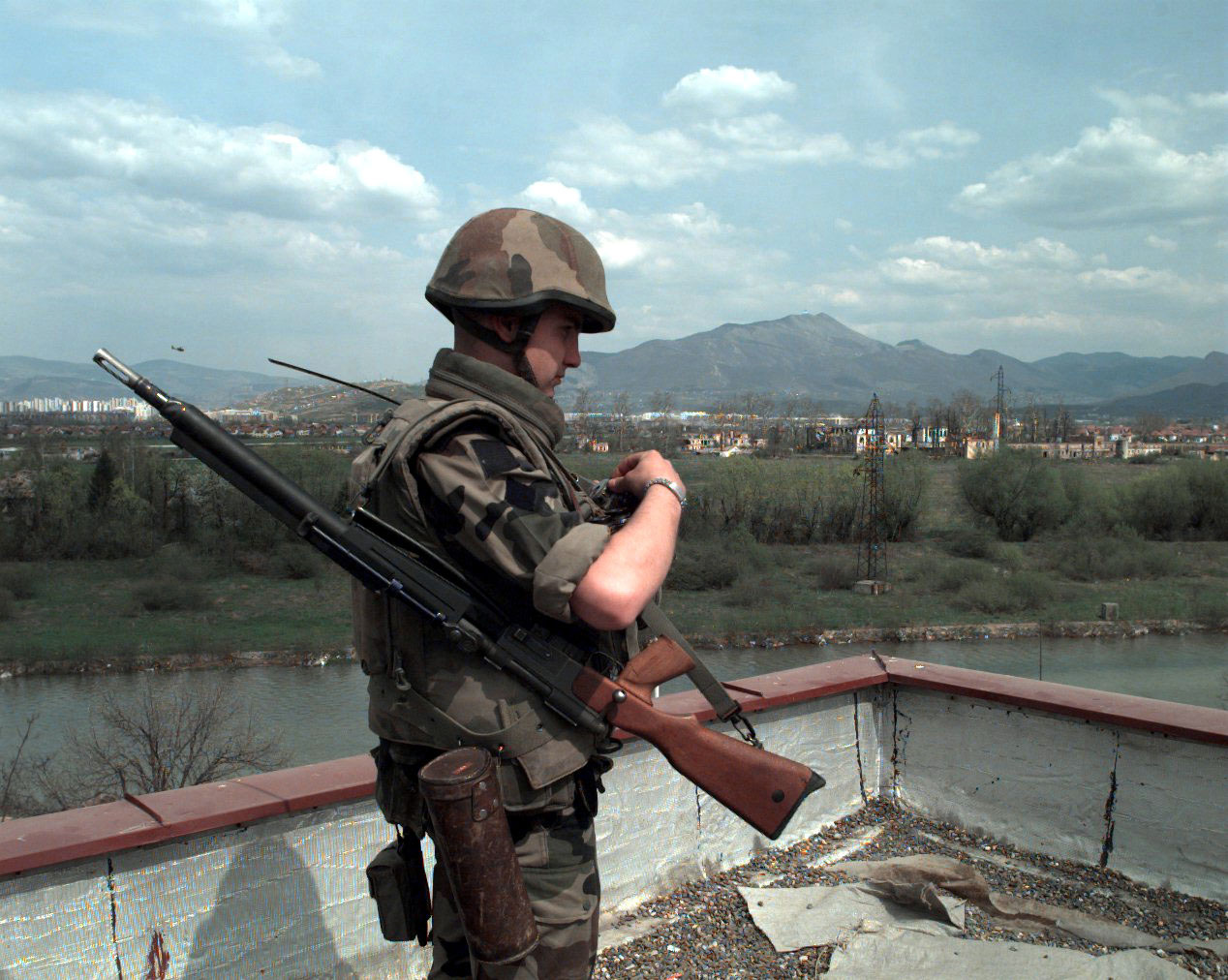
En Serbie, tireur de précision avec son FRF2.
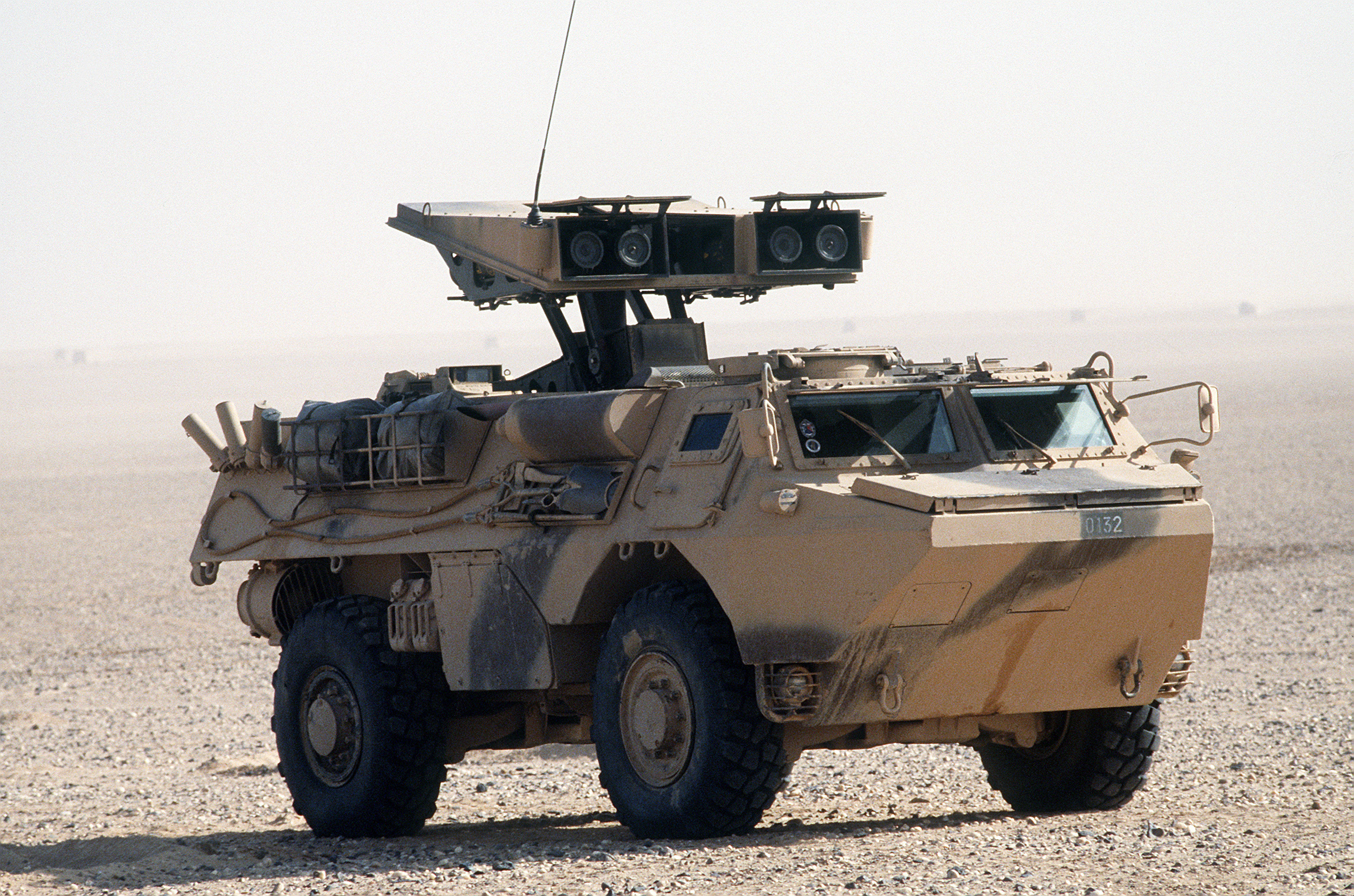
VAB missiles hot.
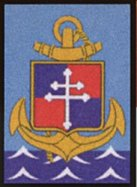
Insigne de bras droit de la 9e B.I.Ma.

### Fête
La fête des troupes de marine : est célébrée à l'occasion de l'anniversaire des combats de Bazeilles. Ce village qui a été quatre fois repris et abandonné sur ordres, les 31 août et le 1er septembre 1870.

### Cri de guerre
"Et au Nom de Dieu, vive la coloniale" : ce cri de guerre termine les cérémonies intimes qui font partie de la vie des régiments. Les "marsouins" et les "bigors" ont pour saint patron Dieu, lui-même. Son origine est une action de grâce du révérend père Charles de Foucauld (Charles Eugène de Foucault de Pontbriant), missionnaire catholique, explorateur, géographe et linguiste, voyant arriver à son secours les unités coloniales un jour où il était en difficulté avec une tribu locale.

### Chants
Nombre de chants militaires évoquent l'infanterie de marine.
Ils sont pratiqués par le 3e RIMa.

## Le régiment aujourd'hui

### Garnison
Basé aujourd'hui à Vannes dans le Morbihan, le régiment possède deux autres sites pour l'entraînement et la formation des marsouins : le fort de Penthièvre situé sur la presqu'île de Quiberon et la caserne Bourgoin dans la forêt de Meucon.

### Subordinations
Le régiment est subordonné à la 9e brigade d'infanterie de marine de la 1re division.

## Composition
Le 3 est composé d'environ 1 300 hommes et femmes :
- 4 compagnies de combat d'infanterie : 1re compagnie ("les forbans"), 2e compagnie ("les chameaux"), 3e compagnie ("les chats maigres") et la 4e compagnie ("les scorpions"). La 5e compagnie ("les dragons") fut dissoute en juillet 2022.
- 1 compagnie d'éclairage et d'appui ("les gerfauts")
- 1 compagnie de combat antichar longue portée (mise en sommeil en 2008).
- 1 compagnie de commandement et logistique ("les hermines")
- 1 compagnie d'instruction : la 11e compagnie
- 2 compagnies de réserve, la 6e compagnie ("les sangliers") et la 7e compagnie ("les béliers").

### Matériels

#### Véhicules
- VT4
- Peugeot P4,
- Masstech T4
- Ford Ranger
- Camions TRM 2000 et TRM 4000 Renault et GBC 180 Renault,
- Véhicules blindés multi rôles (VBMR Griffon)
- Véhicules Blindés Légers (VBL).

#### Armement
- Fusils HK 416 F,
- Glock 17,
- Missile Milan,
- Mortiers 81 mm,
- Missile Hot sur VAB (CAC de la 9e BLBMa Mise en sommeil),
- Lance-roquettes anti-char AT4 (AT4CS),
- Canons de 20 mm,
- Fusil FR-F2 de calibre 7,62 mm,
- Fusil SCAR de calibre 7,62 mm,
- Fusil PGM de calibre 12,7 mm,
- Missile Eryx,
- Mitrailleuse légère FN Minimi de calibre 5,56 mm,
- Mitrailleuse légère FN Minimi de calibre 7,62 mm,
- Lance-grenades individuels.

### Missions
Depuis 2002, du personnel est projeté six mois par an :
- 2002 : Kosovo Opération OTAN Trident - Bimoto puis Batfra 1
- 2003 : Sénégal, Côte d'Ivoire
- 2003 : République démocratique du Congo Ituri Bunia - Ops Fr Mamba + Ops UE Artemis
- 2004 : Afghanistan, Nouvelle-Calédonie
- 2004-2005 : Côte d'Ivoire
- 2005 : Kosovo, République centrafricaine
- 2006-2007 : Côte d'Ivoire
- 2008 : Kosovo, République centrafricaine
- 2009 : Afghanistan (Task Force Korrigan)
- 2012 : Epervier, Tchad
- 2013 : Serval, Mali
- 2014-2015 : Sangaris, République centrafricaine (GTIA Korrigan)
- 2017: Barkhane, Mali (GTIA Korrigan)
- 2019 : Irak, Syrie ( Opération Chammal)
- 2023 : Djibouti, Tchad

## Personnalités ayant servi au régiment
- Jean-Pascal Rouyer (1761-1819), (Compagnies ordinaires de la mer).
- Maréchal Joseph Gallieni (1849-1916) : sous lieutenant à la bataille de Bazeilles le 1er septembre 1870.
- Capitaine Philippe Maine (1830-1893) : héros de la bataille de Camerone.

Le régiment a compté dans ses rangs plusieurs Compagnons de la Libération :
- Louis Oubre (1885-1942)
- René Baudry (1907-1964)
- Gilbert Chevillot (1908-1944)
- Joseph Domenget (1908-1944)
- Maurice Sarazac (1908-1974)
- Henri Fougerat (1909-1944)
- Raoul Duault (1910-1983)
- René Quantin (1910-1944)
- André Geoffroy (1911-1944)
- Philippe Bernardino (1915-1963)
- Louis Fournier de la Barre (1921-1969)

## Sources et bibliographie
- Erwan Bergot, La coloniale du Rif au Tchad 1925-1980, imprimé en France : décembre 1982, n° d'éditeur 7576, n° d'imprimeur 31129, sur les presses de l'imprimerie Hérissey.
- Le soleil se lève sur nos blessures de « Collectif : Debout marsouins ! », recueil de témoignages de blessés du 3e RIMa.
- Historique du 3e régiment d'infanterie coloniale pendant la guerre 1914-1919, Rochefort-sur-Mer, impr. Norbertine, 1920, 125 p., lire en ligne sur Gallica.
- 3e de marine, debout les morts, éditeur Collectif 3e RIMa, p.298